# Trophée Matteotti 2016
La 69e édition du Trophée Matteotti a eu lieu le 17 juillet 2016. La course fait partie du calendrier UCI Europe Tour 2016 en catégorie 1.1.

## Participants
82 coureurs répartis en 12 équipes ont pris le départ de cette édition; soit 1 équipe nationale, 5 équipes continentales professionnelles et 6 équipes continentales.
| Équipes continentales professionnelles (5)- Androni Giocattoli-Sidermec - Gazprom-RusVelo - Nippo-Vini Fantini - Bardiani CSF - Wilier Triestina-Southeast Équipes continentales (6)- GM Europa Ovini - Amore & Vita-Selle SMP - Unieuro Wilier - D'Amico Bottecchia - Norda-MG.Kvis - Meridiana Kamen Équipe nationale- Italie |
| |

### Classement final
| \| Classement général \| Classement général \| Classement général \| Classement général \| Classement général \| \| Coureur \| Coureur \| Pays \| Équipe \| Temps \| \| ------------------ \| ------------------- \| ------------------ \| --------------------------- \| ------------------ \| \| 1er \| Vincenzo Albanese \| Italie \| Italie \| 4 h 41 min 36 s \| \| 2e \| Manuel Belletti \| Italie \| Wilier Triestina-Southeast \| + 0 s \| \| 3e \| Davide Viganò \| Italie \| Androni Giocattoli-Sidermec \| + 0 s \| \| 4e \| Nicola Gaffurini \| Italie \| Norda-MG.Kvis \| + 0 s \| \| 5e \| Marco Zamparella \| Italie \| Amore & Vita-Selle SMP \| + 0 s \| \| 6e \| Antonino Parrinello \| Italie \| D'Amico Bottecchia \| + 0 s \| \| 7e \| Evgeny Shalunov \| Russie \| Gazprom-RusVelo \| + 0 s \| \| 8e \| Marco Marcato \| Italie \| Italie \| + 0 s \| \| 9e \| Mauro Finetto \| Italie \| Unieuro Wilier \| + 0 s \| \| 10e \| Francesco Gavazzi \| Italie \| Androni Giocattoli-Sidermec \| + 0 s \| |                     |        |                             |                 |
| |                     |        |                             |                 |
| Sources : ProCyclingStats Cycling Quotient Cycling Archives |                     |        |                             |                 |
| Classement général |                     |        |                             |                 |
| Coureur | Coureur             | Pays   | Équipe                      | Temps           |
| 1er | Vincenzo Albanese   | Italie | Italie                      | 4 h 41 min 36 s |
| 2e | Manuel Belletti     | Italie | Wilier Triestina-Southeast  | + 0 s           |
| 3e | Davide Viganò       | Italie | Androni Giocattoli-Sidermec | + 0 s           |
| 4e | Nicola Gaffurini    | Italie | Norda-MG.Kvis               | + 0 s           |
| 5e | Marco Zamparella    | Italie | Amore & Vita-Selle SMP      | + 0 s           |
| 6e | Antonino Parrinello | Italie | D'Amico Bottecchia          | + 0 s           |
| 7e | Evgeny Shalunov     | Russie | Gazprom-RusVelo             | + 0 s           |
| 8e | Marco Marcato       | Italie | Italie                      | + 0 s           |
| 9e | Mauro Finetto       | Italie | Unieuro Wilier              | + 0 s           |
| 10e | Francesco Gavazzi   | Italie | Androni Giocattoli-Sidermec | + 0 s           |